# Fomboni
Ne doit pas être confondu avec Foumbouni, autre ville des Comores
Fomboni (en arabe : فومبوني) est la capitale de l'île de Mohéli aux Comores. Elle compte environ 20 000 habitants, soit plus d'un tiers de la population insulaire, et elle forme la troisième plus grande ville de l'union des Comores. Situé sur la côte nord de l'île, son front de mer est protégé par un récif corallien ; par temps clair, l'on peut ainsi apercevoir depuis Fomboni les îles adjacentes de Grande Comore et d'Anjouan.

## Infrastructures
Le paysage urbain de Fomboni est majoritairement composé de bâtisses à un seul étage se succédant le long de la rue principale, qui n'a jamais été officiellement baptisée, comme la plupart des routes qui parcourent la ville. Fomboni possède le seul aérodrome de l'île ( à 2 km à l'est de la ville) l'aéroport Bandar Es Salam. La commune dispose également d'un petit port débouchant sur une jetée, et accueille un chantier naval rudimentaire, une poste, quelques succursales de banque dont la banque centrale des Comores, un marché couvert (refait à neuf en 2014 et inauguré non sans heurts en 2015, à côté du vieux marché dont l'architecture rappelle le style islamique), une école primaire publique, une dizaine de pharmacies, un centre hospitalier, trois station-service, une antenne permanente de l'Alliance française, un terrain de football: le stade El hadj Ahmed Matoir et son mythique équipe Fomboni Football Club, une vingtaine de mosquées, beaucoup de commerces, plusieurs auberges et autres pensionnats (hôtels) et des restaurants dont un situé sur la grande place publique (place de l'indépendance).

## Économie et politique
Dans cet environnement aux équipements publics souvent vétustes, la population mohélienne connaît une précarisation grandissante depuis plusieurs dizaines d'années ; ce constat s'impose particulièrement pour Fomboni, qui demeure en marge des destinations les plus touristiques pour l'Union des Comores que sont Moroni — sur Grande Comore — ou Mutsamudu et Domoni — sur Anjouan. À l'image du reste de l'archipel, dont l'IDH ne dépasse pas 0,5 (hors Mayotte), les conditions de vie à Fomboni sont globalement difficiles : les habitants subsistent principalement grâce à l'agriculture vivrière et la pêche, et plus de la moitié d'entre eux vit en dessous du seuil de pauvreté. Toutefois, malgré les fréquentes tensions sociales entre élus et citoyens qui résultent des incessantes guerres d'influence tribales de l'administration en place, Fomboni conserve une réputation de ville calme. Les pouvoirs publics aspirent en effet à y développer le tourisme, mettant en valeur le patrimoine naturel de l'île et s'efforçant de proposer un cadre d'accueil sûr et paisible pour les visiteurs étrangers.
C'est à Fomboni que furent signés les accords du même nom, débouchant après référendum sur la création, le 23 décembre 2001, de l'État des Comores sous sa forme actuelle : l'union des Comores.

## Climat

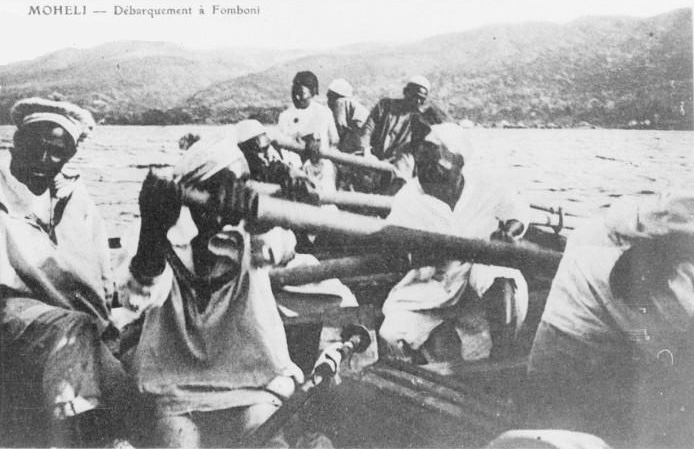
« Débarquement à Fomboni » (début du XXe siècle).

Le climat à Fomboni est de type tropical océanique. Il comprend une saison chaude et humide de novembre à avril, avec une mousson venue du Nord-Ouest, et une saison plus froide et sèche les mois restants. Fomboni est dans l'hémisphère sud : février y est le mois le plus chaud et août le plus froid, mais les écarts de température restent modérés à l'année, oscillant entre 19 °C minimum et 32 °C maximum pour une température moyenne annuelle de 25,2 °C. Comme toute ville côtière des Comores, Fomboni connaît une à deux fois par décennie le passage d'un cyclone tropical lors de la saison chaude, et les précipitations y sont plutôt importantes, proches de 2000 mm par an.

## Démographie
- 1980 : 5 400 habitants[11]
- 1991 : 8 615 habitants
- 2003 : 13 300 habitants[12]
- 2005 : 14 966 habitants
- 2008 : 16 041 habitants
- 2010 : 17 130 habitants
- 2012 : 18 277 habitants
- 2019 : 21 987 habitants